# Kori Seehafer
Kori Seehafer o Kori Kelley (nom de soltera) (Eau Claire, Wisconsin, 30 d'abril de 1975) va ser una ciclista nord-americana. professional del 2000 al 2008.

## Palmarès
- 2005
  - Vencedora d'una etapa al Tour de Toona
- 2006
  - Vencedora d'una etapa al Joe Martin Stage Race
- 2007
  - 1a a la Valley of the Sun Stage Race
  - Vencedora d'una etapa a la Ruta de França
  - Vencedora d'una etapa al Tour de Toona
- 2008
  - 1a al Tour de Prince Edward Island i vencedora d'una etapa
  - 1a a l'Open de Suède Vårgårda